# 聖費南多 (新塞哥維亞省)
聖費南多（西班牙語：San Fernando），是尼加拉瓜的城鎮，位於該國西北部，由新塞哥維亞省負責管轄，始建於1897年10月7日，面積236平方公里，海拔高度727米，2005年人口8,549，人口密度每平方公里36.22人。
13°41′N 86°19′W / 13.683°N 86.317°W